# Liurai (Remexio)
Liurai ist ein osttimoresischer Suco im Verwaltungsamt Remexio (Gemeinde Aileu).

## Geographie
Der Suco Liurai liegt im Nordosten des Verwaltungsamts Remexio. Südlich liegt der Suco Tulataqueo und südwestlich der Suco Acumau. Im Norden und Westen grenzt Liurai an die zur Gemeinde Dili gehörenden Sucos Hera (Verwaltungsamt Cristo Rei), Sabuli und Mantelolão (beide Verwaltungsamt Metinaro) und im Osten an den zur Gemeinde Manatuto gehörenden Suco Hohorai (Verwaltungsamt Laclo). Die Südgrenze bildet der Fluss Cihohani, in den im Osten die in Liurai entspringenden Flüsse Suruboek und Ciulamori münden, im Zentrum der Caluc Meti und im Westen der Cotomori. Die Flüsse gehören zum System des Nördlichen Laclós. Liurai hat eine Fläche von 29,07 km². Der Suco teilt sich in die drei Aldeias Cotomori, Laraluha und Manutane (Manu Tanen, Manetane).
Bis vor kurzem reichte nur eine kleine Straße von Westen in den Suco hinein und verband nur schlecht die Siedlungen mit der Außenwelt. Für die Parlamentswahlen in Osttimor 2007 mussten die Wahlurnen mit Pferden und Trägern zum Wahllokal im Sitz des Sucos gebracht und abgeholt werden. Erst später entstand eine Weiterführung nach Nordosten in die Gemeinde Dili. Im Westen von Liurai liegt Titilala-Cotomori, gefolgt von Ailumar-Manutane (Blinklala), Cotomori, Haukeo und Laraluha im Norden. Im Ort Cotomori befinden sich der Sitz des Sucos, eine Grundschule und die Kapelle São Francisco.

## Einwohner
Im Suco leben 485 Einwohner (2022), davon sind 241 Männer und 244 Frauen. Im Suco gibt es 70 Haushalte. Etwa 75 % der Einwohner geben Tetum Prasa als ihre Muttersprache an. Etwa 25 % sprechen Mambai.

## Politik
Bei den Wahlen von 2004/2005 wurde Francisco Mendonça zum Chefe de Suco gewählt. Bei den Wahlen 2009 gewann Paulo do Rego und 2016 Inocencio Mesquita.

## Persönlichkeiten
- Henrique da Costa (* 1972), Polizist